# Paradroid
Paradroid ist ein Computerspiel, das 1985 von Andrew Braybrook für den Heimcomputer Commodore 64 programmiert und von Hewson Consultants veröffentlicht wurde.

## Spielprinzip
In Paradroid ist es die Aufgabe des Spielers, ein Raumschiff von Robotern zu säubern, wobei man sich selbst ebenfalls eines solchen bedient. Die gegnerischen Roboter besitzen verschiedene Stärken an Geschwindigkeit, Panzerung und Schusskraft, von schwachen Service-Robotern bis zu starken Sicherheits-Robotern.
Der Roboter des Spielers, mit dem das Spiel begonnen wird, wird als influence device (übersetzt: Beeinflussungseinheit) der Baureihe 001 bezeichnet. Dieser ist im Gegensatz zu den gegnerischen Robotern sehr schwach. Er besitzt die Fähigkeit, sich an gegnerische Roboter anzukoppeln, um diese nach erfolgreicher Übernahme zu kontrollieren. Der Spieler verfügt dann gleichzeitig über die Fähigkeiten des jeweiligen übernommenen Roboters. Es gibt insgesamt 24 Robotertypen in zehn Klassen. Gegnerische Roboter können entweder übernommen oder durch Beschießen oder Rammen zerstört werden. Die jeweiligen Gewinnchancen sind abhängig von der eigenen Roboterklasse, welche sich an der ersten der drei Ziffern ablesen lässt. Um in den Übernahmemodus zu gelangen, muss die Aktionstaste dauerhaft gedrückt werden und dabei Berührungskontakt mit einem anderen Roboter hergestellt werden. Das Spiel ist geschafft, wenn alle gegnerischen Roboter im Raumschiff zerstört wurden. Das Raumschiff besitzt insgesamt 16 Decks, von denen einige mehrere getrennte Sektionen besitzen. Es besitzt außerdem acht Fahrstühle, die Zugang zu verschiedenen Decks besitzen. Ist ein gesamtes Deck von Robotern befreit, färbt sich der Hintergrund grau. Zur Lösung des Spieles wird empfohlen, sich mit dem Aufbau des Raumschiffs vertraut zu machen, welcher an den Terminals einsehbar ist. Auch sind die Schwierigkeitsstufen der einzelnen Decks sehr unterschiedlich, was dem Spieler eine eher systematische Säuberung abverlangt.

### Übernahme
Zur erfolgreichen Übernahme eines Roboters muss der Spieler ein kleines Logikspiel auf einem Schaltplan bestehen.
Zu Beginn kann der Spieler die Seite (links ist gelb, rechts ist lila) der Schaltung auswählen.
Der Schaltplan wird durch ein Zufallsprinzip erstellt.
Es gibt hierbei Leitungen, die durch Schaltverzweigungen mit einer Energiekapsel zwei Felder erreichen können oder umgekehrt durch Leitungszusammenführungen mehrere Kapseln zur Aktivierung benötigen.
Auf die Enden der Leitungen setzt der Spieler sogenannte Energiekapseln in Form von Dreiecken, die die Leitungen unter Strom setzen (falls sie nicht unterbrochen werden).
Die Anzahl der verfügbaren Energiekapseln ist abhängig von der jeweiligen Roboterklasse.
Das Rechteck auf dem Mittelbalken leuchtet in der Farbe des Spielers, der im Moment in Führung geht. Gewonnen hat derjenige, der nach Ablauf der Zeit mehr als sechs Felder in seiner Farbe aufweisen kann.
Wird nach Ablauf der Zeit die mittlere Leitung von beiden Seiten in gleicher Anzahl von Dreiecken (beide sechs Felder) angesteuert, gibt es ein Unentschieden, und die Übernahme wird mit einem neuen Schaltbild wiederholt. Hat der Spieler nach Ablauf der Zeit weniger als sechs Felder, verliert er die Übernahme und der bisherige Wirtroboter wird zerstört. Besteht der Spieler die Übernahme mit dem 001-Device nicht, so ist das Spiel verloren.

## Entwicklungs- und Veröffentlichungsgeschichte
1990 erschien das Remake Paradroid 90 für den Commodore Amiga (ebenfalls programmiert von Andrew Braybrook). Mit Freedroid Classic gibt es außerdem eine freie Version dieses Spiels, die von einer Privatperson unter der GNU GPL zum Download bereitgestellt wurde.

## Rezeption
Die deutsche ASM lobte das Gameplay des Spiels, die Story sei hingegen „wie so viele dieses Genres“. In Summe sei Paradroid aber „ein Ballerspiel für höhere Ansprüche“. Für die Happy Computer war Paradroid der Grundstein für Braybrooks Ruf als „Top-Programmierer“. Das Spiel sei eine fast perfekte Kombination aus Strategie und Action. Die Grafik sei in den Szenen außerhalb des Bordcomputers eher zweckmäßig, das Scrolling „unglaublich gut und ruckfrei programmiert“.
Retrospektiv war das Spiel nach Mathias Mertens eingängig. Sein Kachel- und Röhrendesign bot „perfekte Schlichtheit“ in „butterweichem Scrolling“. Jeder konnte sich einen für den eigenen Kampfstil passenden Lieblingsroboter aussuchen. Paradroid ist für Mertens ein Beispiel für die Emergenz früher Computerspiele.